# Rupia indonésia
Nota linguística: Embora comum no Brasil, a grafia "rúpia" (acentuada) não é correta. A sílaba tônica é pi.
Rupia Indonésia (Rp) é a moeda oficial da Indonésia. Emitido e controlado pelo Banco da Indonésia, o código ISO 4217 da moeda é IDR. O nome "rupiah" é derivado da palavra Hindustani rupiya (रुपीया). Informalmente, os indonésios também usam a palavra "perak" ("prata" em indonésio) ao se referir à rupia. A rupia é subdividida em sen, embora a inflação tenha tornado todas as moedas e notas denominadas sen obsoletas.
As ilhas Riau e a Nova Guiné possuíam suas próprias variantes da rupia no passado, mas estas foram subsumidas a rupia nacional em 1964 e 1971 respectivamente.

## Valores
A moeda atual consiste em valores de 100 até 1000 rupias (uma rupia é oficialmente válida mas são efetivamente inúteis) e notas de 1000 até 100000 rupias. Um dólar equivale a 13.300 rupias (março de 2017), a maior nota da Indonésia vale, portanto, aproximadamente US$ 7,52.

### Moedas

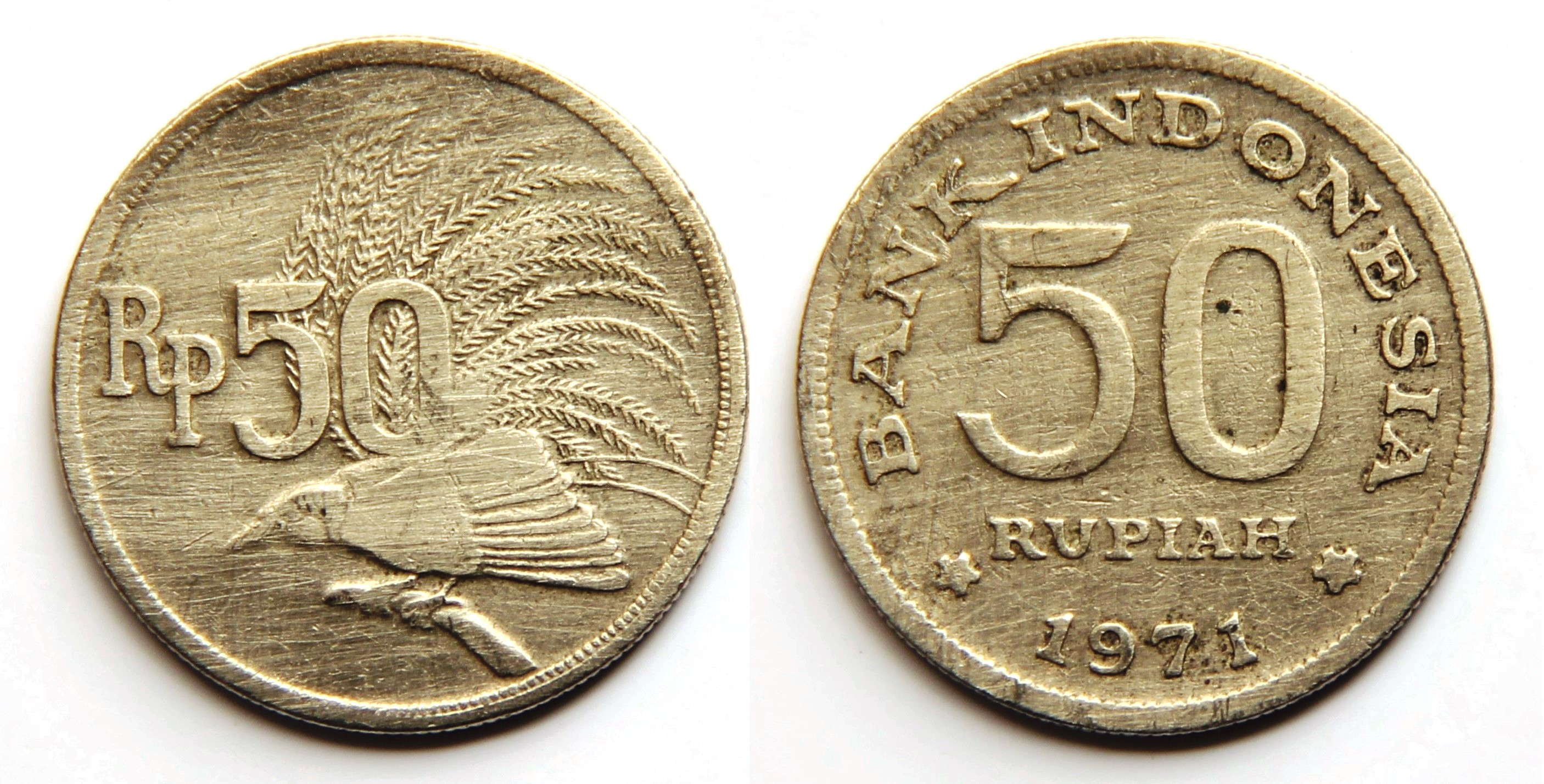
Rupia Indonésia de 1971.

Existem atualmente duas séries de moedas em circulação: alumínio, bronze e níquel, moedas datadas entre 1991 e 2010. Estes vêm em denominações de 50, 100, 200, 500 e 1000 rupias. A série mais antiga de moedas foi gradualmente desaparecendo. Devido ao baixo valor e escassez geral de moedas de pequena denominação (abaixo de 100 rupias), é comum ter quantidades arredondadas ou receber doces em vez das rupias em supermercados e lojas.